# Patrick Laplan
Patrick Laplan Fares (Rio de Janeiro, 29 de outubro de 1978), é um produtor musical, multi-instrumentista, compositor e arranjador brasileiro.
Laplan ganhou notoriedade por ter sido baixista da formação original da banda carioca Los Hermanos, da qual fez parte até 2001. Em seguida, foi um dos membros fundadores da banda Rodox, da qual deixou em 2003. O músico ainda participou de projetos de bandas e artistas como Biquini Cavadão, Duda Beat, MV Bill, Blitz e Marcelo Yuka. Patrick também compôs trilha-sonora para vários filmes brasileiros.

## Carreira

### 1991–2000: Formação musical e Los Hermanos
Em 1991 Laplan começa a tocar bateria, e em 1994 participa de sua primeira sessão profissional de gravação para o cantor Léo Maia, com Marcelinho da Lua fazendo a engenharia de gravação.[carece de fontes?]
Em 1998 se junta aos amigos de faculdade na banda Los Hermanos, dessa vez tocando baixo.
Após um curto tempo no circuito underground carioca a banda assina com a gravadora Abril Music, após um decisivo show no festival Abril pro Rock, em Recife. O disco Los Hermanos, lançado em 1999, foi mixado em Los Angeles por Jerry Napier, e a gravadora levou Marcelo Camelo pra monitorar a parte de estrutura, e Laplan a parte técnica.[carece de fontes?]
O primeiro disco é um fenômeno de popularidade, graças ao single de estreia "Anna Júlia”, e chega à marca de platina. Após extensa turnê, durante a pré-produção do álbum Bloco do Eu Sozinho (2001), Laplan se separa do grupo alegando diferenças musicais pela transição de hardcore ao rock alternativo com influências brasileiras.

### 2001–2008: Rodox e músico convidado
Ainda em 2001, é convidado a se juntar ao Biquini Cavadão como colaborador/baixista, estreando sua participação no álbum 80. Foram 6 discos e 2 DVDs ao vivo nos 8 anos em que esteve junto à banda.
Em 2002 foi indicado pelo produtor Tom Capone para integrar a banda Rodox, quando Rodolfo Abrantes decidiu que queria fazer shows ao vivo com o projeto. O primeiro disco já estava prestes a ser lançado quando os integrantes iniciais foram convocados. Em seguida, Patrick trabalhou no álbum Rodox (2003), que tinha como música de trabalho "De Costas para o Mar", de sua autoria com Rodolfo. Durante a turnê da obra, Patrick decide deixar a banda junto ao guitarrista Pedro Nogueira. Em seu lugar, entrou Canisso, do Raimundos.
Em 2006, Laplan estreia um projeto solo que se transformou na banda Eskimo. O grupo lançou apenas um álbum, chamado Felicidade Interna Bruta, lançado em 2011, e foi desfeito em 2013.

### 2009–atualmente: Produção musical e outros projetos
Em 2013, Laplan é escalado pelo produtor Diogo Strausz para gravar as baterias do primeiro EP do artista João Capdeville. A parceria se repetiu em 2018, como produtor do álbum João Capdeville.
Ainda em 2013, Laplan foi indicado ao prêmio Troféu Louvemos o Senhor, de música católica, na categoria Baixista do Ano.
Em 2018, Patrick foi um dos produtores do álbum Sinto Muito, da cantora Duda Beat.
Em 2020, sob a alcunha do duo 2BUNK (Patrick Laplan + JC) lançam um EP chamado Autômato, e posteriormente o EP BreakDancin, ambos mixados por Gustavo Lenza.[carece de fontes?]

## Discografia
Com Los Hermanos
- 1999: Los Hermanos

Com Rodox
- 2003: Rodox

Com outros artistas e bandas
- Gabriel Ventura (2021)
- 2BUNK - BreakDancin  (EP 2020)
- 2BUNK - Autômato (EP 2020)
- Sound Bullet - Home Ghosts (2020)
- Ambivalente - Memorycard (2019)
- Duda Beat - Sinto Muito (co-produção 2019)
- Saudade - Banho no Córtex (single 2019)
- João Capdeville - João Capdeville (2018)
- El Efecto - Memórias do Fogo (2018)
- Fleeting Circus - Restless Noise (2017)
- Sound Bullet - Terreno (2017)
- Saudade - Botões (single 2017)
- R.Sigma - Pulsar (single 2017)
- Mirant - Ao Meu Redor (2015)
- Planar - Invasão (2014)
- Planar - Tanto Mar (2013)
- Eskimo - Felicidade Interna Bruta (2011)
- R.Sigma - Reflita-se (2009)
- Duda Beat – Sinto Muito (2019)
- Castello Branco – Serviço (2013)
- Eskimo – Felicidade Interna Bruta (2011)
- Biquini Cavadão – 80 vol.2 Ao vivo no Circo Voador (2008)
- Tom Bloch – 2 (2007)
- Medulla – O Fim da Trégua (2005)
- Trêmula – Selvagens Procurando Lei (2005)
- Biquini Cavadão – Ao Vivo em Fortaleza (2005)